# Distrito escolar de Filadelfia

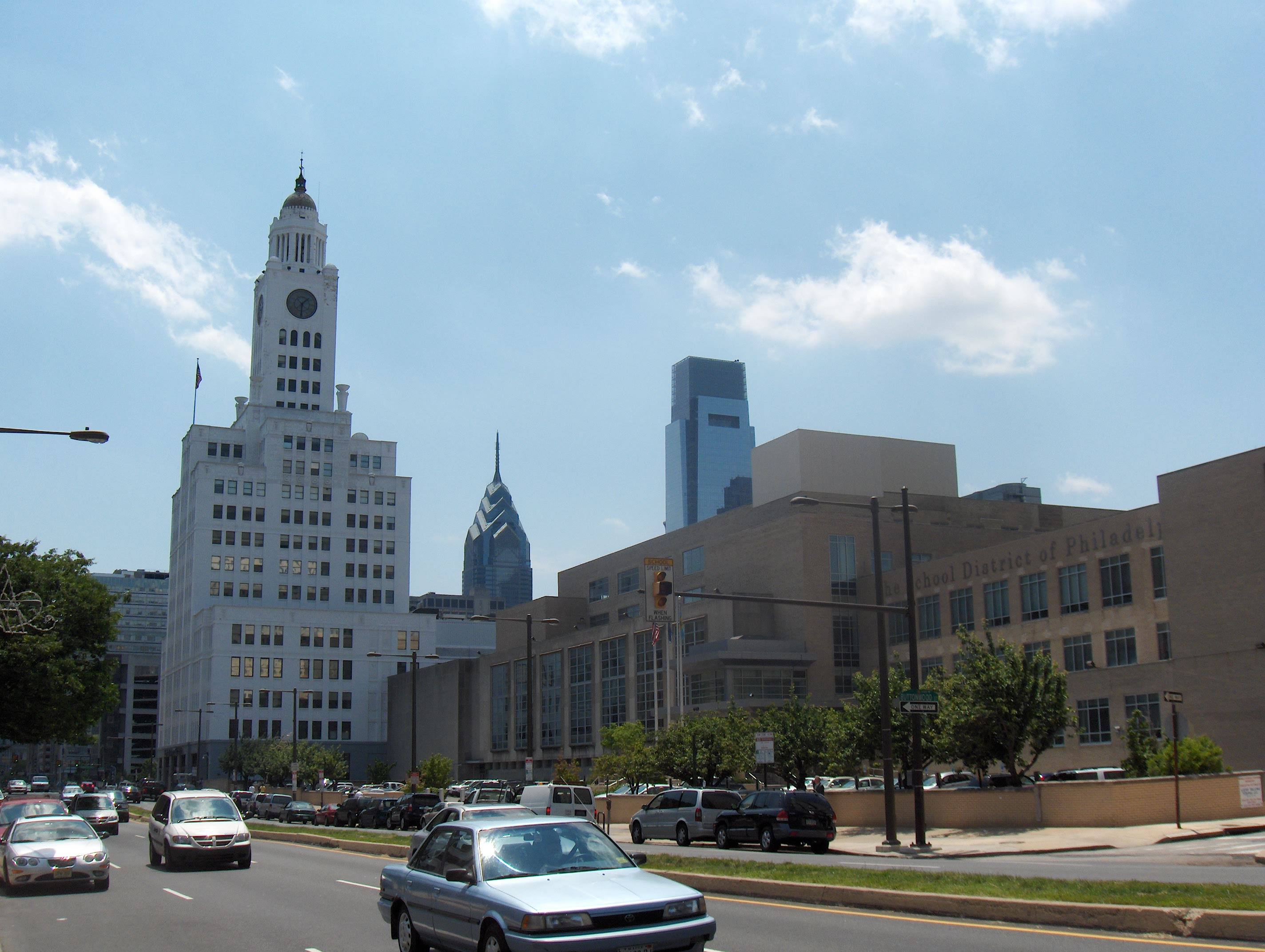
El School District of Philadelphia Education Center, la sede del distrito (a la derecha)

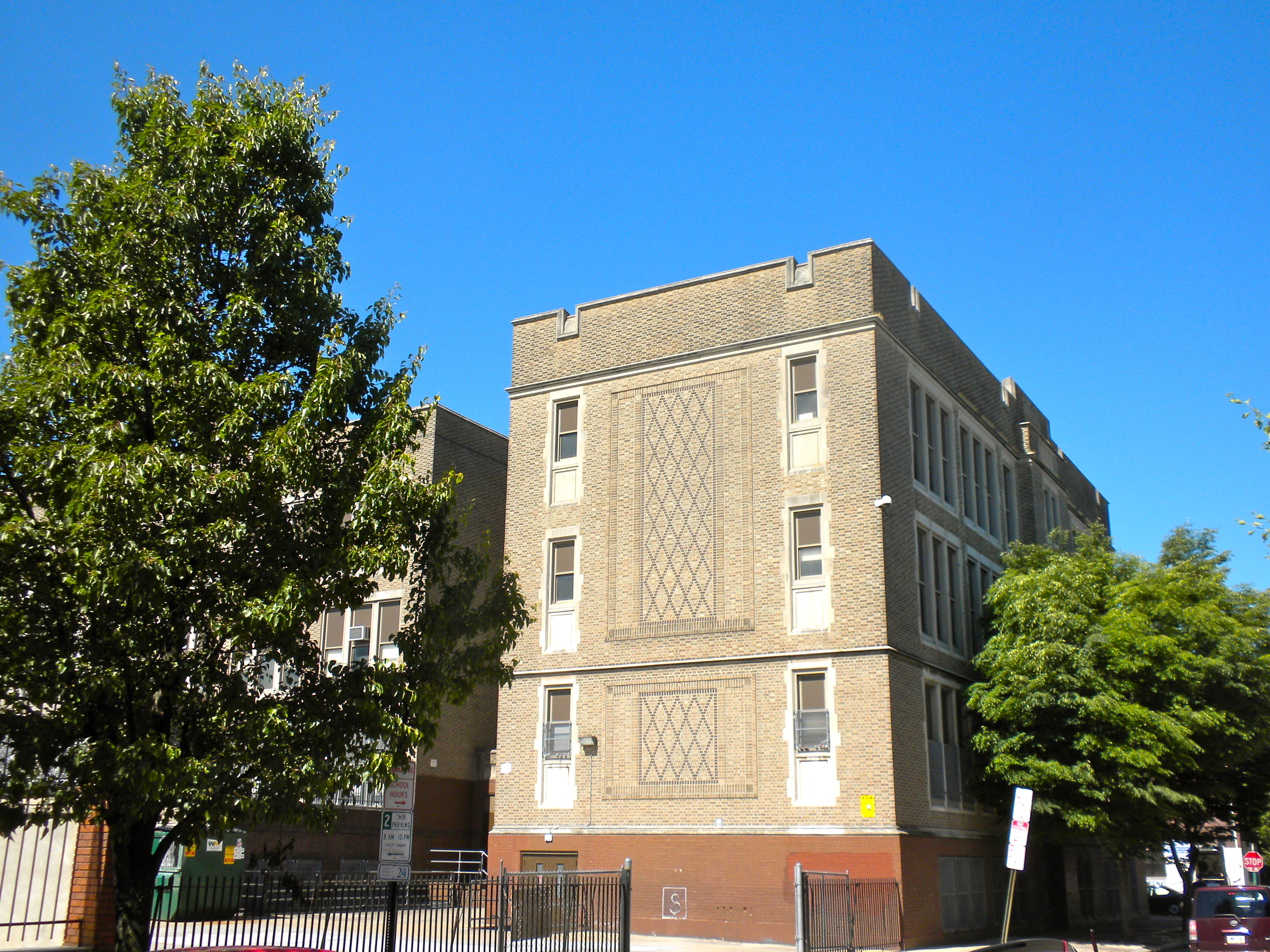
Escuela Andrew Jackson, en el mayo de 2010

El Distrito Escolar de Filadelfia (School District of Philadelphia, SDP, en inglés) es el distrito escolar más grande del estado de Pensilvania, Estados Unidos.
Tanto la sede del distrito, denominada School District of Philadelphia Education Center, como sus escuelas están en Filadelfia.

## Escuelas secundarias

### 5-12 escuelas
Dos "special admission" escuelas:
- Girard Academic Music Program
- Julia R. Masterman Laboratory and Demonstration School

### 9-12 escuelas

#### del barrio
- Audenried High School
- John Bartram High School
- Charles Carroll High School
- Thomas A. Edison High School
- Samuel Fels High School
- FitzSimons High School for Boys
- Frankford High School
- Benjamin Franklin High School
- Horace Furness High School
- Germantown High School
- Simon Gratz High School
- Kensington High School Complex
  - Kensington Business, Finance
  - Kensington Capa
  - Kensington Culinary Arts
- Martin Luther King High School
- Robert E. Lamberton High School
- Abraham Lincoln High School
- Northeast High School

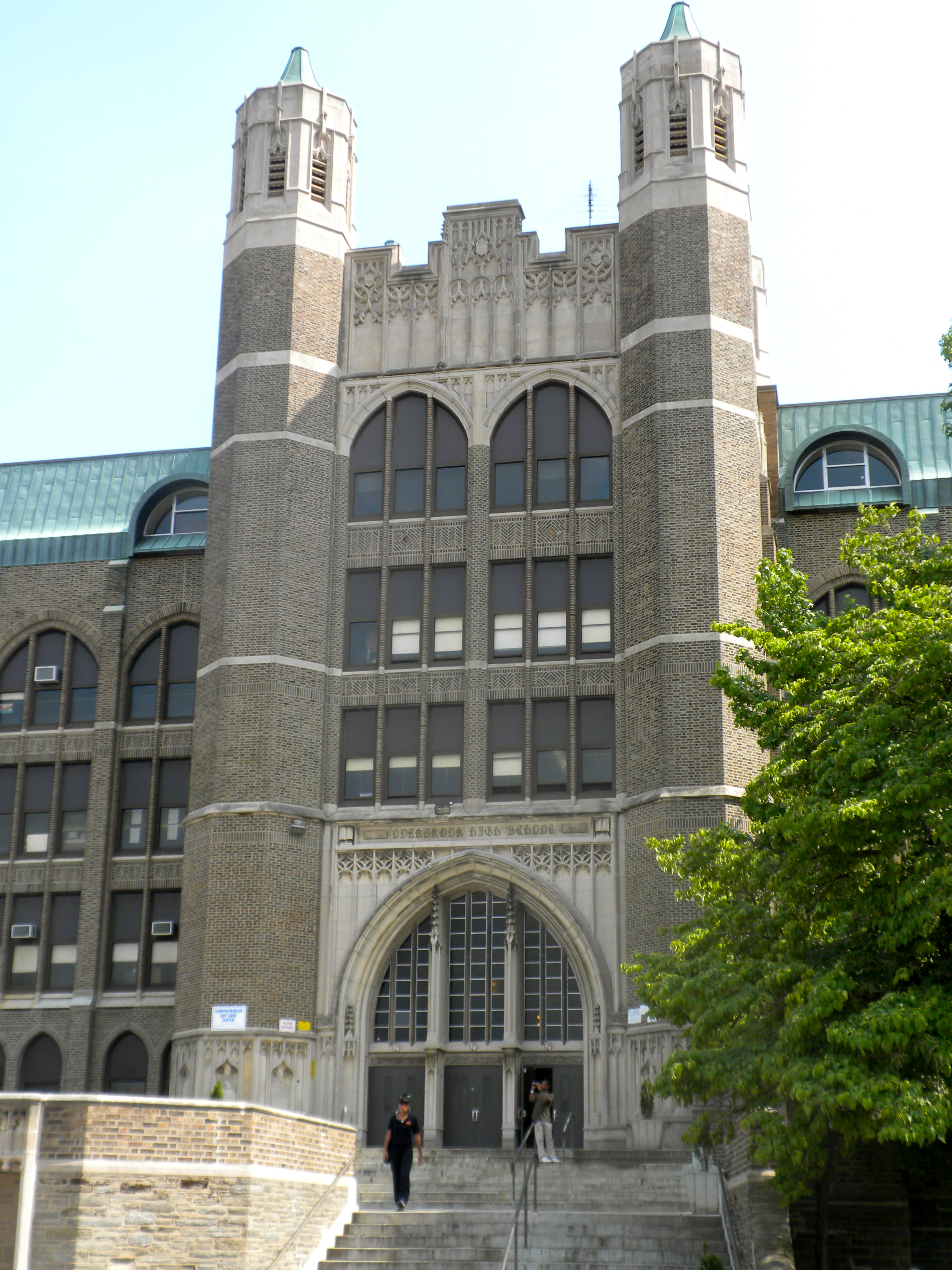
Overbrook High School

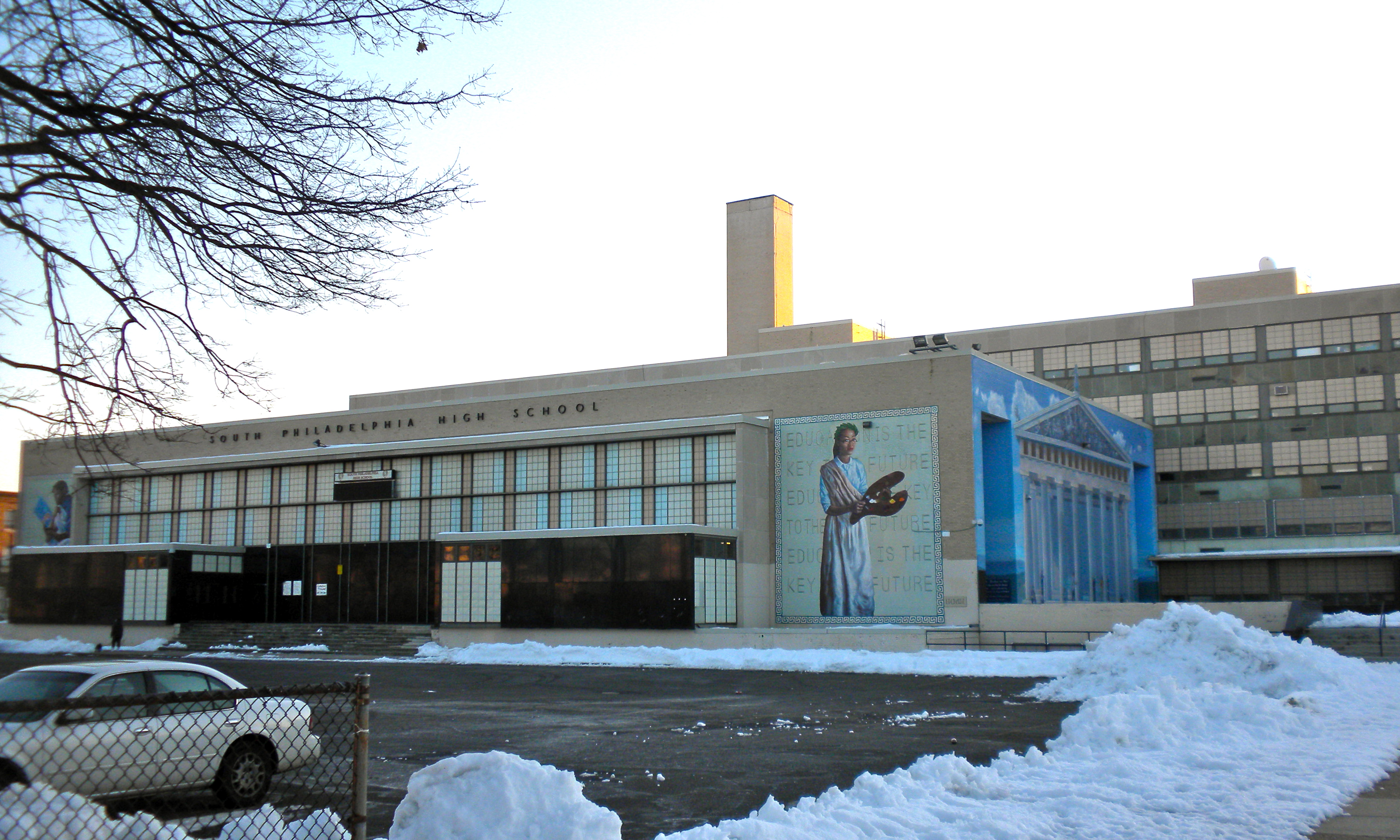
South Philadelphia High School

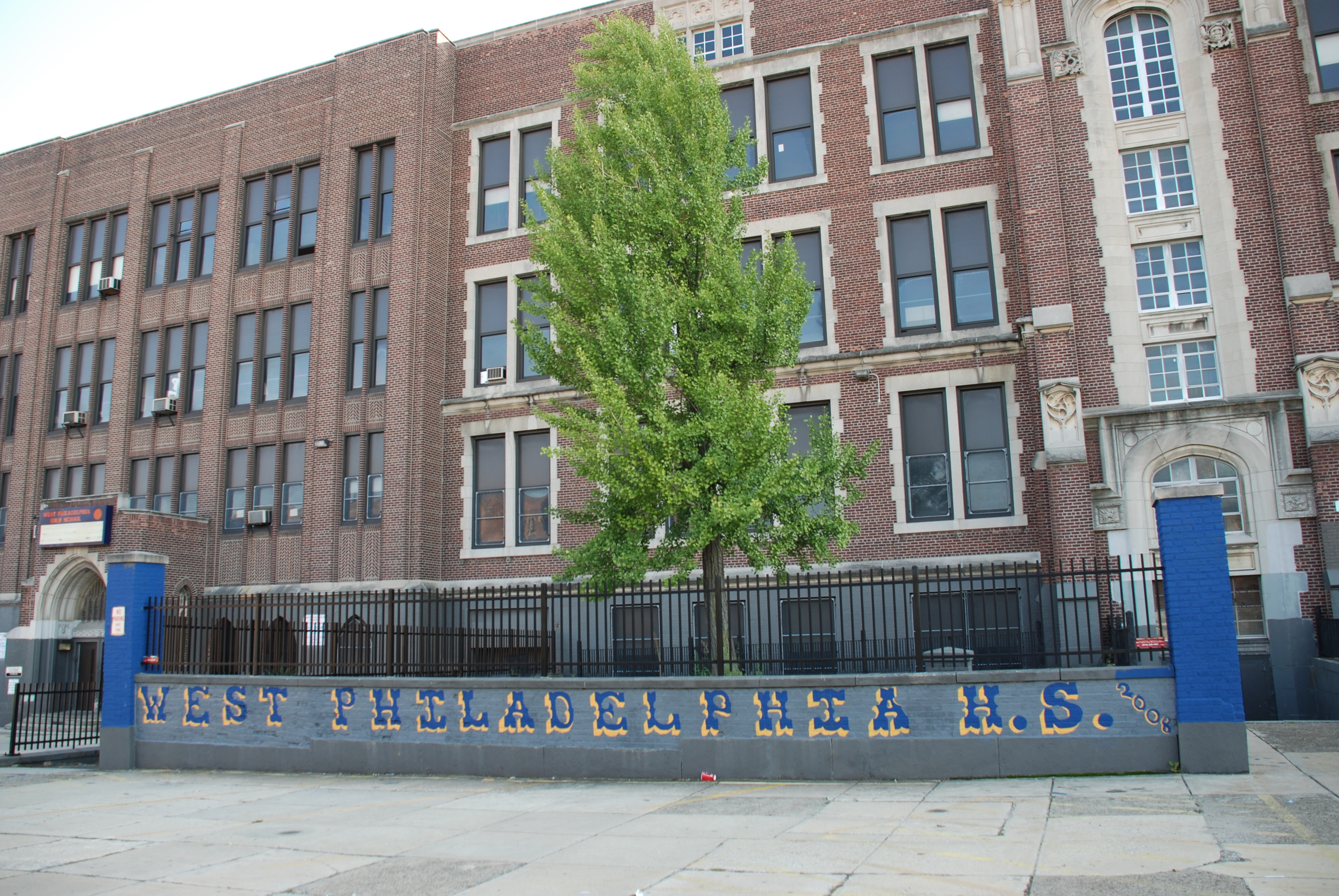
West Philadelphia High School

- Olney High School Educational Complex
  - Olney East 705
  - Olney West 704
- Overbrook High School
- William Penn High Schoo
- The Young Women’s Leadership School at E. Washington Rhodes High School
- Roxborough High School
- William L. Sayre High School
- South Philadelphia High School
- Strawberry Mansion High School
- University City High School
- Roberts Vaux High School
- George Washington High School
- West Philadelphia High School

#### Special admission
- Academy at Palumbo (at Frank Palumbo Elementary School)
- William W. Bodine High School for International Affairs
- CAPA - Philadelphia High School for Creative and Performing Arts
- Carver High School for Engineering and Science
- Central High School
- Franklin Learning Center
- Northeast Medical, Engineering, and Aerospace Magnet
- Northwest Parkway High School for Peace and Conflict Resolution
- Parkway Center City High School
- Parkway West High School
- Philadelphia High School for Girls
- Science Leadership Academy
- Walter Biddle Saul High School for Agricultural Sciences

#### Citywide admission
- Edward Bok Technical High School
- Communications Technology High School (formerly part of John Bartram High)
- Murrell Dobbins Technical High School
- Stephen A. Douglas High School
- Bodine High School for International Studies
- School of the Future
- Lankenau High School
- Jules E. Mastbaum Technical High School
- Motivation High School (formerly part of John Bartram High)
- Paul Robeson High School for Human Services (formerly part of John Bartram High)